# Даница Андрејевић
Даница Андрејевић (Трстеник, 1948) је српска књижевница и редовна професорка Филозофског факултета Универзитета у Приштини у пензији.

## Биографија
Рођена је 1948. године у Трстенику. Дипломирала је на Филозофском факултету Универзитета у Приштини 1971, магистрирала на Филолошком факултету Универзитета у Београду са темом „Тражим помиловање у оквиру песничког дела Десанке Максимовић” 1980. и докторирала на Филозофском факултету Универзитета у Новом Саду са темом „Поетика Меше Селимовића” 1990. године. Члан је Друштва књижевника Косова и Метохије од 1983, дописни члан Матице српске од 1999. и члан жирија за доделу награда „Милан Богдановић”, „Вук Филиповић”, „Меша Селимовић”, Књижевног друштва Косова и Метохије, „Златна стуна” Смедеревске песничке јесени и „Јефимија”. Члан је пројекта „Косово и Метохија између националног идентитета и евроинтеграција” који финансира Министарство просвете Републике Србије. Помоћница је главног уредника Књижевних новина, члан Управног одбора фондације Исидора Секулић и награде за књижевну критику „Влада Цветановић”. Била је председница подружнице за српски језик и књижевност Косова и Метохије 1993—1997. Добитница је Новембарске награде Приштине 1970, награде Српске духовне ризнице и Књижевног друштва Косова и Метохије, награде „Вук Филиповић”, „Милан Богдановић”, Удружења књижевника Србије „Симо Матавуљ” и песничке повеље „Соколица”. Бави се истраживањем историје српске књижевности модерног и савременог доба и косовско–метохијске књижевности и пројектовањем и спровођењем истраживања у књижевној историји и теорији књижевности. Објавила је око триста приказа, чланака, есеја и критика у српским и иностраним публикацијама, часописима и зборницима.

### Монографије
- Андрејевић, Д. (1983). Поезија Десанке Максимовић. Приштина: Јединство
- Андрејевић, Д. (1988). Портрети косовских писаца. Приштина: Јединство
- Андрејевић, Д. (1996). Поетика Меше Селимовића. Београд: Просвета
- Андрејевић, Д. (1997). Антологија косовско–метохијске поезије. Приштина: Нови свет
- Андрејевић, Д. (1998). Српски роман XX века. Београд: Завод за уџбенике
- Андрејевић, Д. (2005). Српска поезија XX века. Београд: Просвета
- Андрејевић, Д. (2006). Купидон на Косову. Антологија љубавне поезије. Врање: Врањске
- Андрејевић, Д. (2007). Лексикон косовско–метохијских писаца. Косовска Митровица: Друштво књижевника Косова и Метохије
- Андрејевић, Д. (2011). Видови српског модернизма. Лепосавић: Институт за српску културу
- Андрејевић, Д. (2012). Антологија косовско–метохијске поезије 1960—2012. Косовска Митровица: Друштво књижевника Косова и Метохије

### Радови
- Андрејевић, Д. Трагика и катарза у поезији Танасија Младеновића, Зборник Задужбине Десанке Максимовић, број. 7, Београд, 2000, 42—52
- Андрејевић, Д. Урушавање егзистенције у поезији Бране Петровића, Зборник Задужбине Десанке Максимовић, Београд, 2001, 43—50
- Андрејевић, Д. Метаморфозе српског романа, Зборник Савремена српска проза, Трстеник, 2001, стр. 171—178
- Андрејевић, Д. Симболи и химере у поезији Борислава Радовића, Зборник Задужбине Десанке Максимовић, Београд, 2002
- Андрејевић, Д. Функција симбола у прози Вука Филиповића, Баштина, св. 13, Институт за српску културу — Приштина, Лепосавић, 2002, 85—93
- Андрејевић, Д. Етика и естетика у поезији Слободана Ракетића, Зборник Задужбине Десанке Максимовић, Београд, 2004, 18—30
- Андрејевић, Д. Модерни ликови сеоског миљеа у прози Милосава Ђалића, Зборник Савремена српска проза, Трстеник, 2004, 87—94
- Андрејевић, Д. Есенција и егзистенција у поезији Радмиле Лазић, Зборник Задужбине Десанке Максимовић, Београд, 2005, 53—59
- Андрејевић, Д. Антајски мит и идеологија у два романа Добрице Ћосића, Зборник радова „Писац и историја“, Трстеник-Београд, 2005, 89—95
- Андрејевић, Д. Косовско опредељење у поезији Даринке Јеврић, Баштина, св. 23, Институт за српску културу – Приштина, Лепосавић. 2007, 161—174
- Андрејевић, Д. Завичај и биће, Летопис Матице српске, год. 183, књ. 480, св. 4, Нови Сад. 2007, 709—713
- Андрејевић, Д. Колективна свест у поезији Радована Зоговића, Токови, Беране, бр. 4 , 2007, 151—160
- Андрејевић, Д. Поезија Даринке Јеврић у књижевној критици, Баштина, св. 24, Институт за српску културу — Приштина, Лепосавић, 2008, 61—75
- Андрејевић, Д. Књижевна физиономија Владете Вуковића, Баштина, св. 26, Институт за српску културу — Приштина, Лепосавић, 2009, 45—56
- Андрејевић, Д. Проклетије – увек, Књижевни преглед, бр. 3, Врање–Краљево, 2010, 103—109
- Андрејевић, Д. Поезија Р. Стојковића, Баштина, св. 31, Институт за српску културу — Приштина, Лепосавић, 2011, 77—86
- Андрејевић, Д. Лирско спасавање егзистенције, Путеви културе, Часопис за културу и уметност, Крушевац, 2011, 43—49
- Андрејевић, Д. Поетика истине у Дервишу и смрти Меше Селимовића, Тематски зборник радова са скупа на Сорбони, Париз–Сарајево, 2011, 99—110
- Андрејевић, Д. Врањски универзум и светски бол, Зборник радова „Поезија Мирослава Цере Михајловића“, Нови Сад: Матица Српска, 2011, 65-74
- Андрејевић, Д. Антрополошко и естетичко у поезији Скендера Куленовића, Зборник САНУ, Београд, 2011, 179—188
- Андрејевић, Д. Елементи модернизма у Нечистој крви Боре Станковића, Тематски зборник радова, Врање, Учитељски факултет, 2011, 41—51
- Андрејевић, Д. & Андрејевић, А. Злоупотреба позоришне уметности у политичке сврхе на Косову и Метохији, Зборник „Политичко насиље“, Филозофски факултет Универзитета у Приштини са седиштем у Косовској Митровици. Краљево, 2011, 329—341
- Андрејевић, Д. & Андрејевић, А. Пројекција политичког насиља у савременој косовско-метохијској поезији, Зборник „Политичко насиље“, Филозофски факултет Универзитета у Приштини са седиштем у Косовској Митровици. Краљево, 2011, 73—89
- Андрејевић, Д. Путеви свеколики. О прози Слободана Костића, Књижевне новине, Београд, 2012, 8
- Андрејевић, Д. Лирска енергија истока. О поезији Љ.Милетић, Градина, бр. 46—47, Ниш, 2012, 203—209
- Андрејевић, Д. Ембахаде – историја као (или) успомена, Зборник Савремена српска проза, бр.24, Београд, 2012, 101—110
- Андрејевић, Д. Лирска циклизација у поезији М. Стефановић, Зборник радова Задужбине Десанке Максимовић, Београд, 2012, 65—76
- Андрејевић, Д. Поетски портрет материје, О поезији Душана Новаковића, Зборник радова Задужбине Десанке Максимовић, Београд, 2013, 147—157
- Андрејевић, Д. Косовско опредељење и косовско–метохијски песници, Зборник радова од водећег националног заначаја са конференције „Културно наслеђе Косова и Метохије“, Канцеларија за Косово и Метохију и Универзитет у Приштини, 2013, 85—94
- Андрејевић, Д. Селимовић између канона и бића, Зборник радова са међународног научног скупа “Наука и глобализација” Пале, 2013, 575—584
- Андрејевић Д. и Алексић С. Безмолвије у поетици Момчила Настасијевића, Годишњак Центра за црквене студије, година XI, број 11, Ниш, Међународни центар за црквене студије, 2014, 533—547
- Андрејевић, Д. Његош у виђењу Исидоре Секулић, Зборник радова “Од косовског завета до Његошевог макрокозма”, Филозофски факултет у Косовској Митровици, 2014, 343—355
- Андрејевић, Д. Метаисторијска пројекција рата Милоша Црњанског, Зборник радова Филозофског факултета Универзитета у Приштини, год. 44, бр. 3, 2014, 3—17
- Андрејевић, Д. Протопоетички сигнали сигнализма, Зборник „Сигнализам и дело М. Тодоровића“, Београд, 2014, 59—76
- Андрејевић, Д. Факти и сећања, Књижевне новине, број 1241, Београд, 2015, 9
- Андрејевић, Д. Жена између Ероса и Танатоса у прози Григорија Божовића, Тематски зборник водећег националног значаја „Поетика Григорија Божовића“, Косовска Митровица, Филозофски факултет, 2016, 73—89
- Андрејевић, Д. Алтернативна пројекција рата у роману Дан шести Растка Петровића, Зборник са међународне научне конференције „Век српске Голготе“, Косовска Митровица, Филозофски факултет, 2016, 29—44